# Josef Mayrhofer
Josef Mayrhofer (* 10. Jänner 1887 in Ried in der Riedmark; † 12. November 1939 ebenda) war ein oberösterreichischer Politiker (CSP/VF) und Landwirt. Er war von 1918 bis 1934 Abgeordneter zum Oberösterreichischen Landtag und von 1931 bis 1938 Landesrat für Kultur und Landwirtschaft in der Oberösterreichischen Landesregierung.

## Ausbildung und Beruf
Mayrhofer leistete zwischen 1908 und 1911 seinen Militärdienst ab, wobei er 1908 mit dem Infanterie-Regiment Nr. 14 an der Annexion von Bosnien beteiligt war. Ab 1911 war er beruflich als Landwirt am elterlichen Hof tätig, ab 1913 arbeitete am elterlichen Hof seiner Gattin. 1914 wurde er nach Ausbruch des Ersten Weltkrieges erneut für vier Jahre zum Militärdienst einberufen, wobei er im Verlauf des Krieges zwei Mal verwundet und mehrfach ausgezeichnet wurde.

## Politik und Funktionen
Mayrhofer war ab 18. November 1918 Mitglied der provisorischen Landesversammlung und wurde nach der Landtagswahl 1919 am 23. Juni 1919 als Abgeordneter zum Oberösterreichischen Landtag angelobt. Er war zudem ab 1919 Mitglied des Gemeindeausschusses von Ried in der Riedmark und übernahm dort 1922 das Amt des Bürgermeisters. Er übte seine Funktion als Landtagsabgeordneter bis zum 31. Oktober 1934 aus und war zudem vom 15. Mai 1931 bis zum 18. März 1938 Landesrat in den Landesregierungen Gleißner I und Gleißner II. Als Landesrat unterstanden Mayrhofer die Ressorts Agrar und Kultur. Des Weiteren wurde Mayrhofer nach dem Rücktritt von Landeshauptmann Josef Schlegel am 18. Februar 1934 bis zur Durchführung der Neuwahlen mit der Führung der Amtsgeschäfte des Landeshauptmanns beauftragt. Mayrhofer agierte in diesem Fall mit der Zustimmung der Landesregierung jedoch ohne verfassungsrechtliche Deckung.
Mayrhofer war von 1931 bis 1938 auch Mitglied des Landesschulrates für Oberösterreich. Zudem wirkte er als Obmann des Bauernbundes Oberösterreich. Ab dem 1. Februar 1936 führte er zudem als „Landesbauernführer“ den in Aufbau befindlichen „Landesbauernrat“, wobei ihn die Landesbauernzeitung 1936 als den seit 1931 „Anerkannten Führer der oberösterreichischen Bauernschaft“ bezeichnete. Nach der Machtübernahme der Nationalsozialisten wurde Mayrhofer aus seinen politischen Ämtern entlassen und zwei Mal verhaftet.

## Privates
Josef Mayrhofer wurde als Sohn von Peter und Anna Mayrhofer am Kasmaderhof geboren. Er heiratete 1913 die Tochter der Besitzer des Riedergutes in Ried in der Riedmark und wurde Vater von sechs Kindern. Er verstarb 1939 infolge eines Unfalls.